# Ta' lidt solskin
Ta' lidt solskin er en dansk film fra 1969. Manuskript og instruktion er af Annelise Reenberg.

## Medvirkende
- Axel Strøbye
- Poul Bundgaard
- Pusle Helmuth
- Michael Rosenberg
- Vigga Bro
- Ole Monty
- Kirsten Walther
- Clara Pontoppidan
- Arthur Jensen
- Henny Lindorff
- Miskow Makwarth
- Bjørn Puggaard-Müller
- Gunnar Strømvad
- Knud Hallest
- Gunnar Lemvigh
- Erik Wedersøe
- Poul Glargaard
- Bertel Lauring
- Susanne Jagd
- Bendt Reiner
- Sigrid Horne-Rasmussen
- Kate Mundt
- Ernst Meyer
- Holger Vistisen